# Newcastle upon Tyne
Newcastle upon Tyne [ˈnjuːkɑːsəl‿əpɒnˈtaɪn], lokal: [njəˈkæsəl‿əpənˈtaɪn], hauptsächlich als Newcastle bekannt, ist eine Stadt im Nordosten von England am Fluss Tyne im Vereinigten Königreich Großbritannien und Nordirland. Die Stadt ist ein Metropolitan Borough mit dem Status einer City im Metropolitan County Tyne and Wear. Newcastle ist die nördlichste Großstadt Englands und liegt am Nordufer des Tyne, die Nachbarstadt am Südufer ist Gateshead. Der in Newcastle gesprochene Dialekt heißt Geordie und so werden auch die Einwohner der Stadt und deren Umgebung genannt.

## Geschichte
An der Stelle der heutigen Stadt stand früher das Kastell Pons Aelius, eine der römischen Festungen entlang des Hadrianswalles. Im Mittelalter wurde an dieser Stelle um 1080 ein normannisches Kastell errichtet, das nach dem 12. Jahrhundert ausgebaut wurde, woraufhin sich die Gemeinde zu einem wichtigen Kultur- und Wirtschaftszentrum entwickelte. Kohle und Wollstoffe wurden bereits im 13. Jahrhundert von Newcastle aus exportiert, nach dem 16. Jahrhundert wurde Kohle der Hauptexportartikel. Daraus entstand die Redewendung „Carry Coals to Newcastle“ („Kohlen nach Newcastle bringen“, etwas völlig Überflüssiges tun).
Bis zu Beginn des 20. Jahrhunderts war der Schiffbau ein wichtiger Industriezweig. Auch die erste Fabrik für den Bau von Dampflokomotiven überhaupt wurde von Robert Stephenson in Newcastle gegründet.
Vor 1974 war Newcastle upon Tyne Verwaltungssitz der Grafschaft Northumberland.

## Kultur

### Sehenswürdigkeiten
Die Kathedrale St Nicholas der Church of England stammt weitgehend aus dem 14. Jahrhundert. Die römisch-katholische Marienkathedrale des Bistums Hexham und Newcastle von 1844 ist ein Werk A. W. N. Pugins.
Von der Stadtmauer aus dem 13. Jahrhundert sind Überreste vorhanden. Von den sieben Brücken wurde die High Level Bridge Mitte des 19. Jahrhunderts von Robert Stephenson entworfen, die Tyne Bridge stammt aus den 1920er Jahren und die Gateshead Millennium Bridge vom Anfang des 21. Jahrhunderts.
Die Stadt besitzt zahlreiche Kunstgalerien und Museen, darunter die Laing Art Gallery (mit Werken von Gauguin, Turner und Holman Hunt). 1927 wurde die Newcastle City Hall, eine Konzerthalle, für klassische und Rockmusik eröffnet.
Zu den Parks der Stadt zählen Jesmond Dene im Nordosten und Leazes Park. Die Nordsee erreicht man vom Stadtzentrum aus in 20 bis 30 Minuten mit der Metro (bzw. S-Bahn).

### Bauwerke

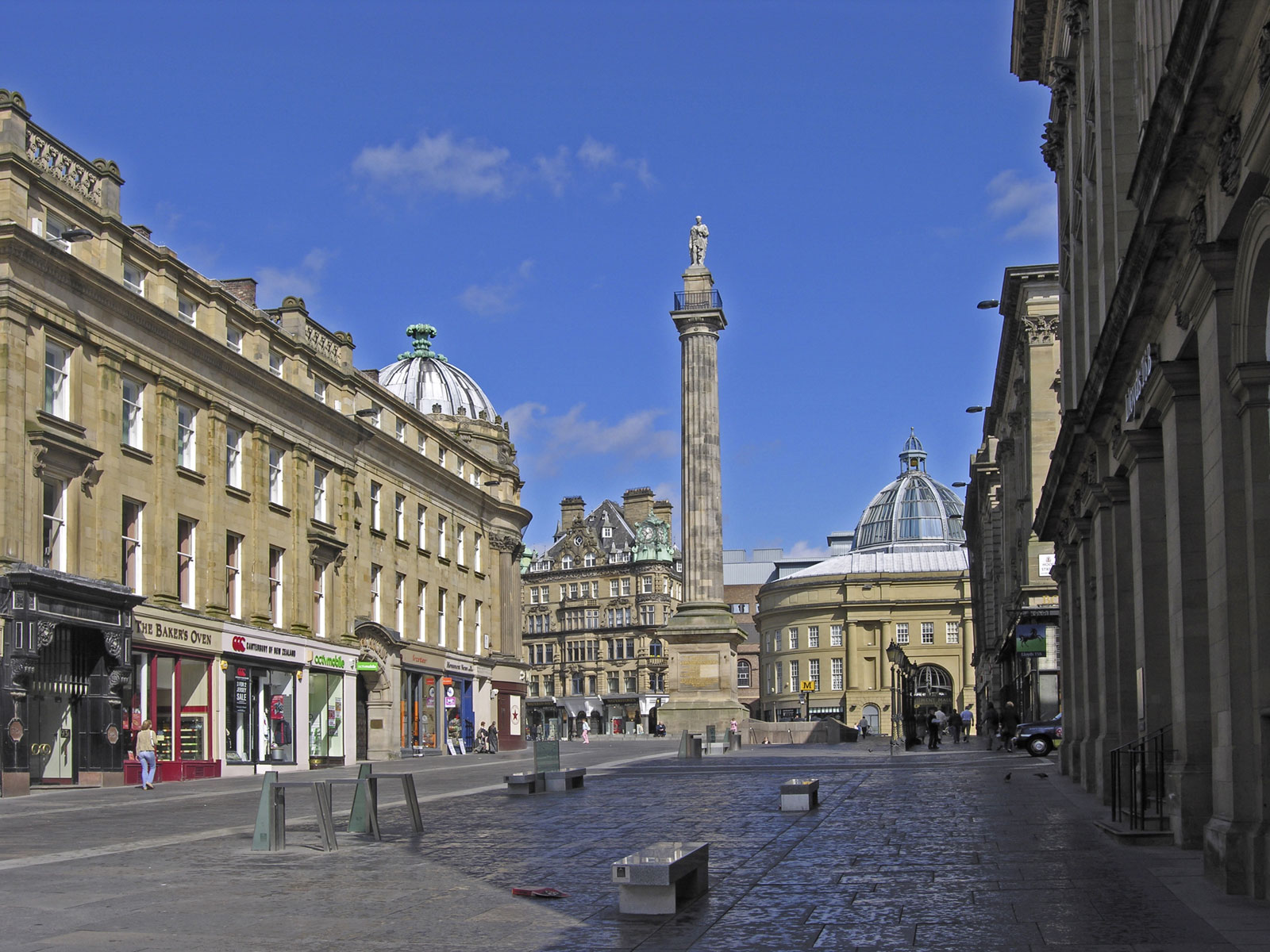
Greys Monument, Innenstadt
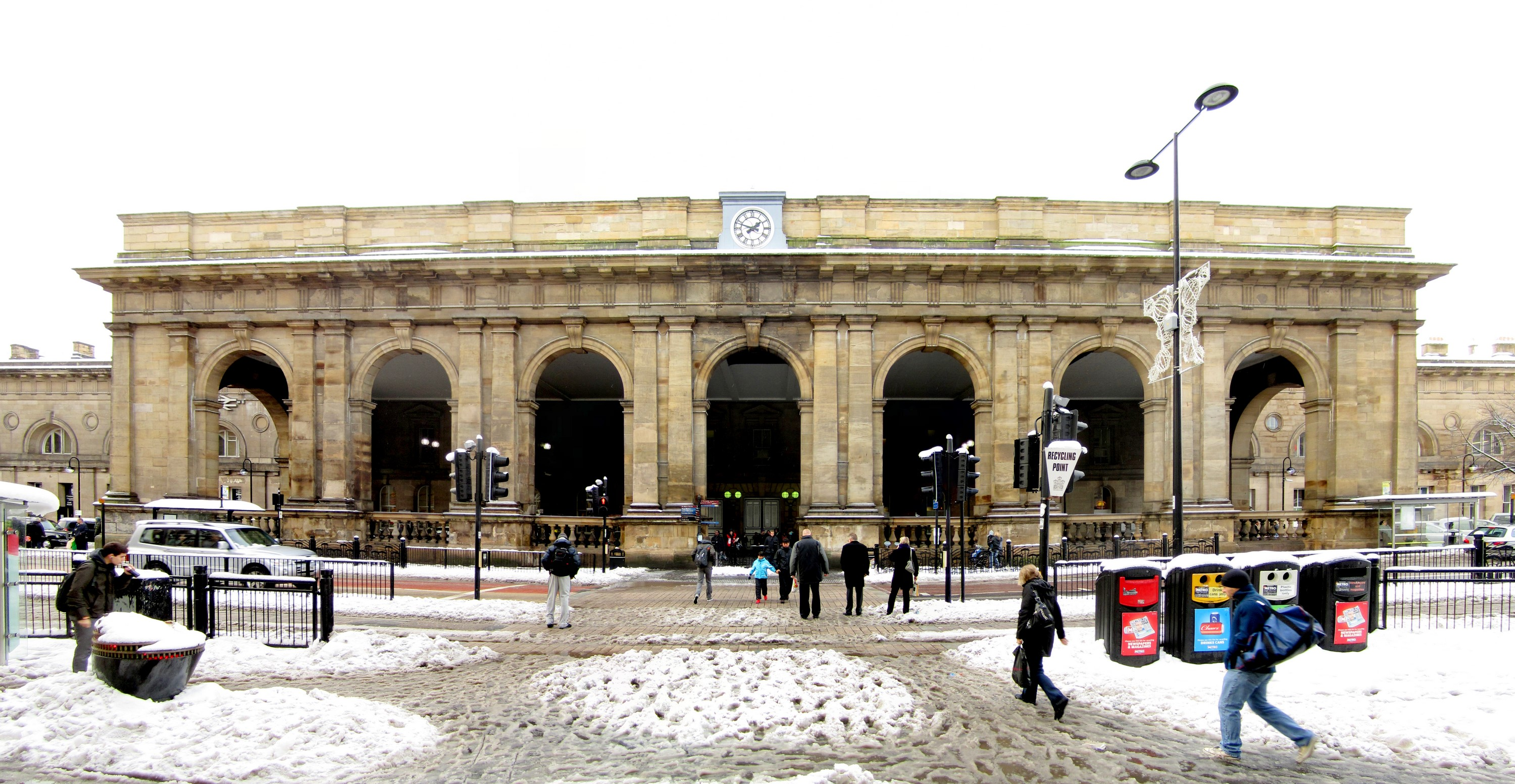
Hauptbahnhof
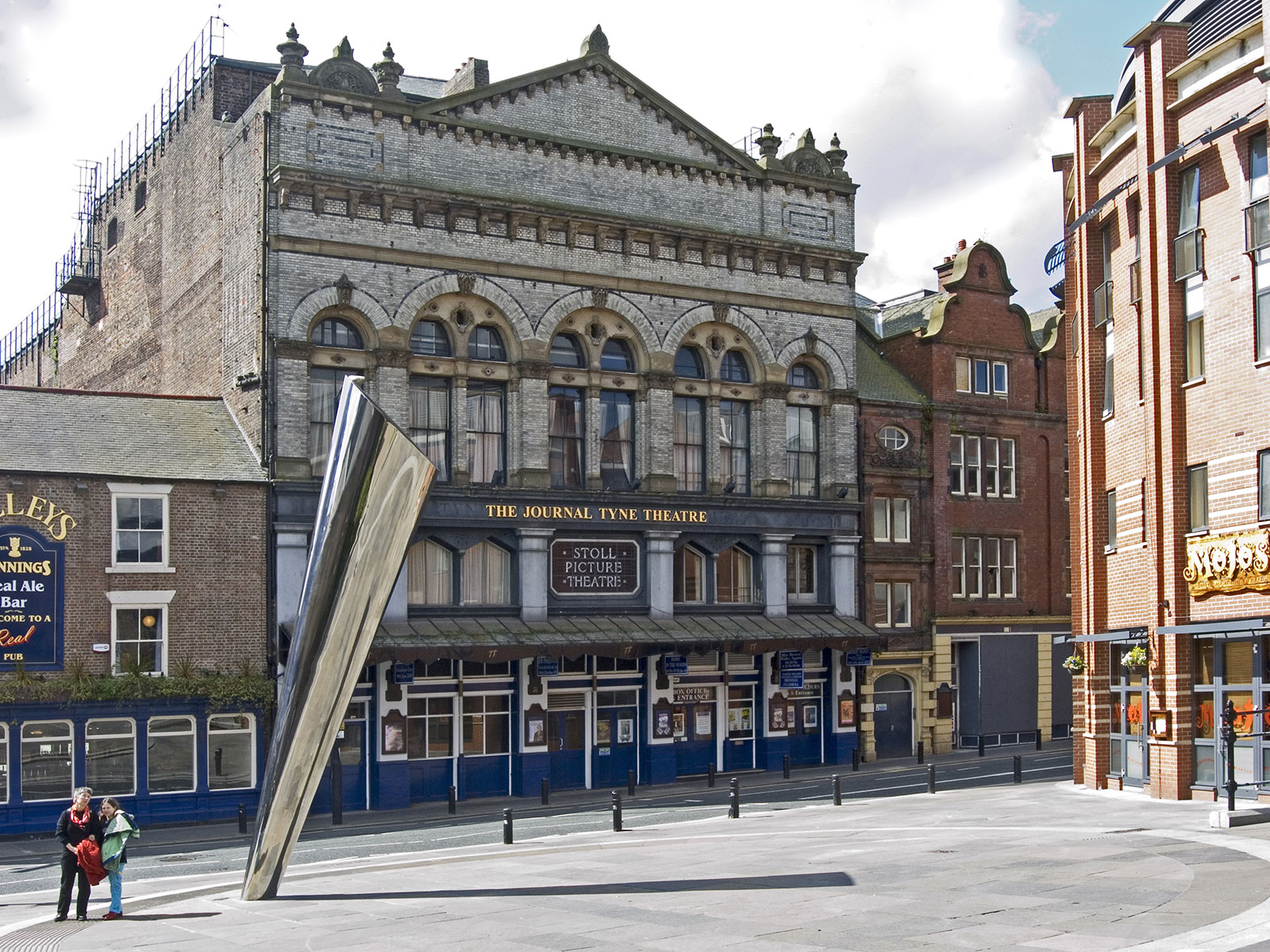
Journal-Tyne-Theater
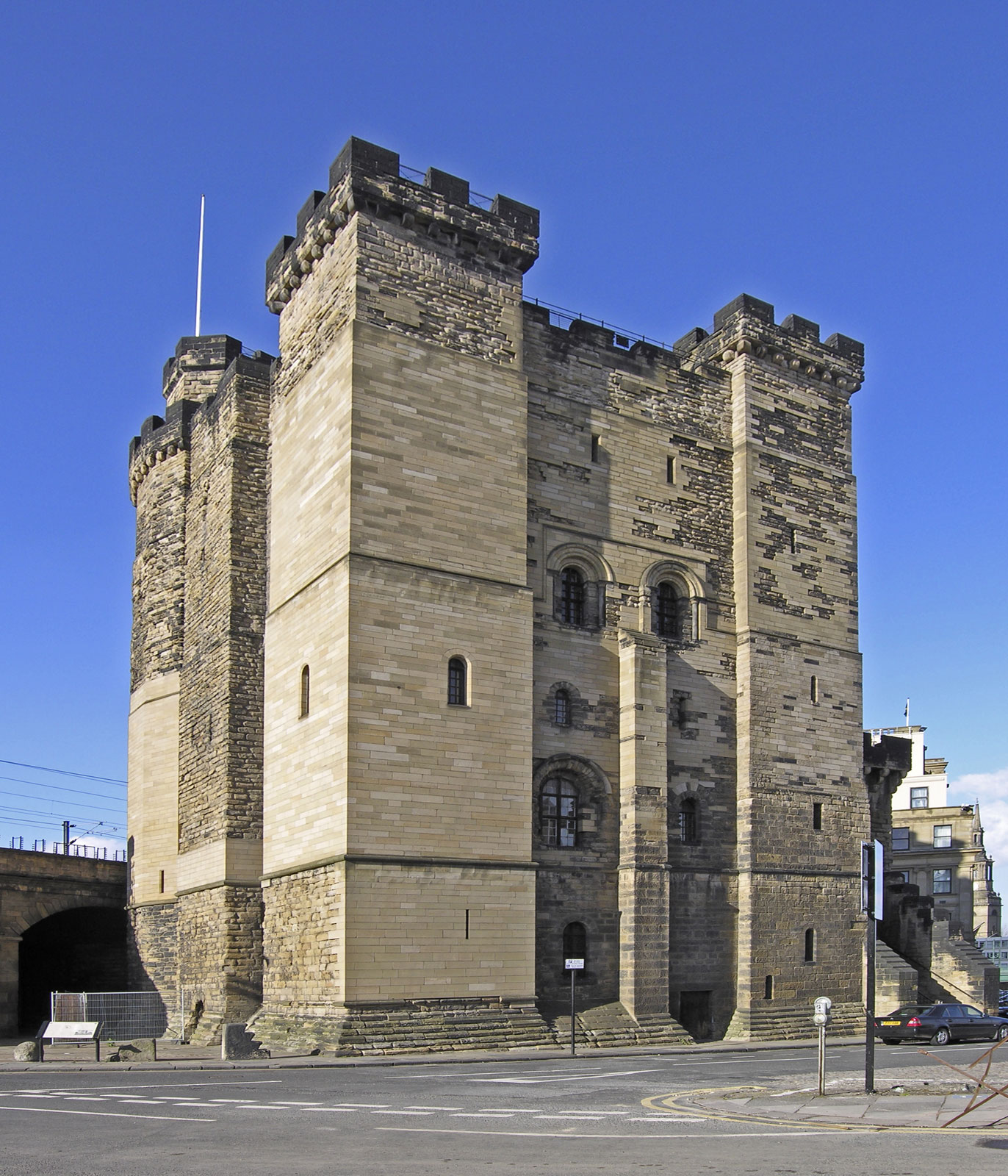
Die Burg (englisch The Castle)
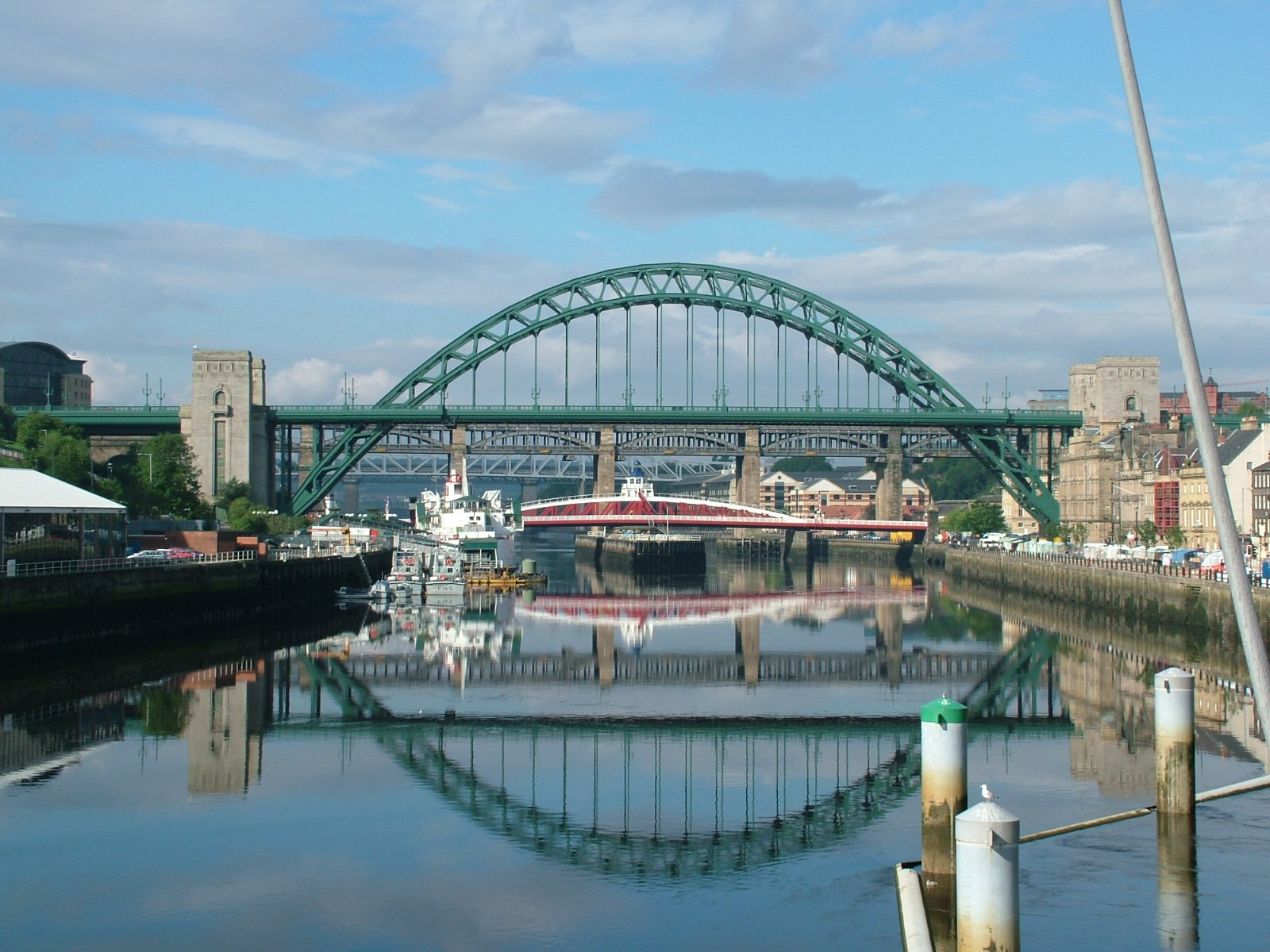
Die Tyne Bridge (und vier weitere Brücken)
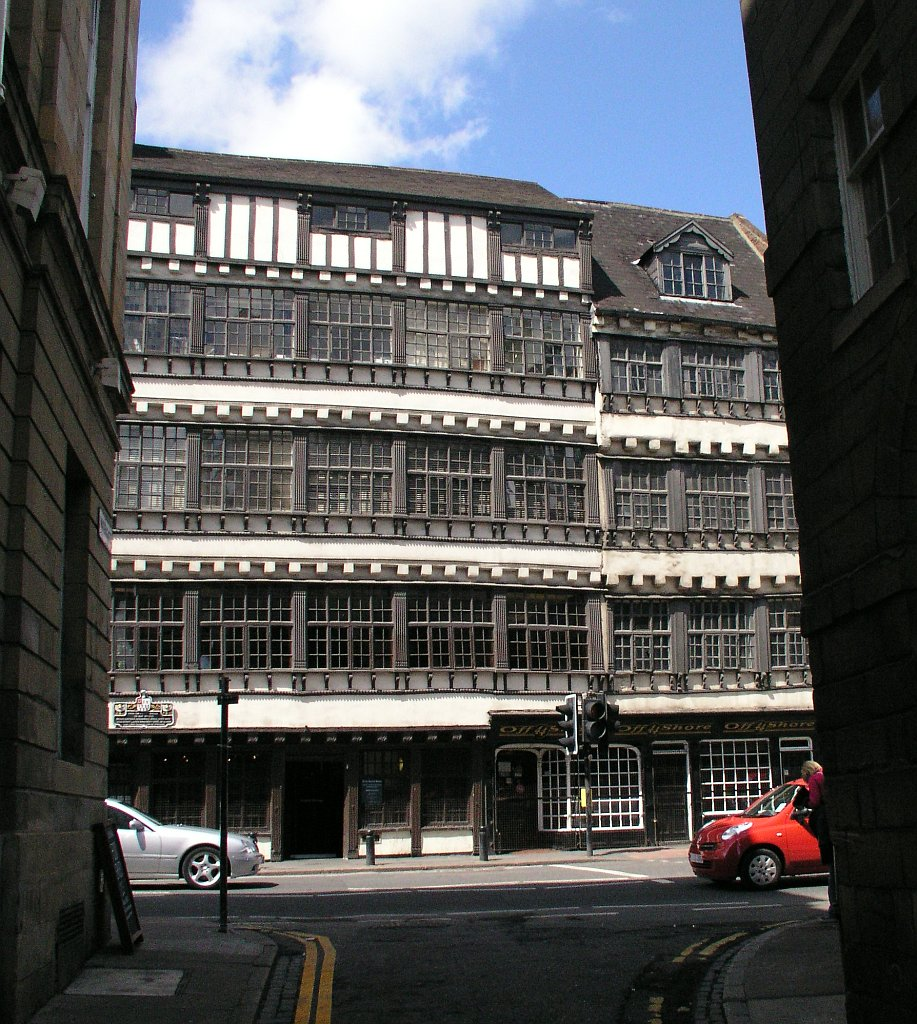
Das Bessie-Surtees-Haus, dessen Ursprünge im 16. und 17. Jahrhundert liegen
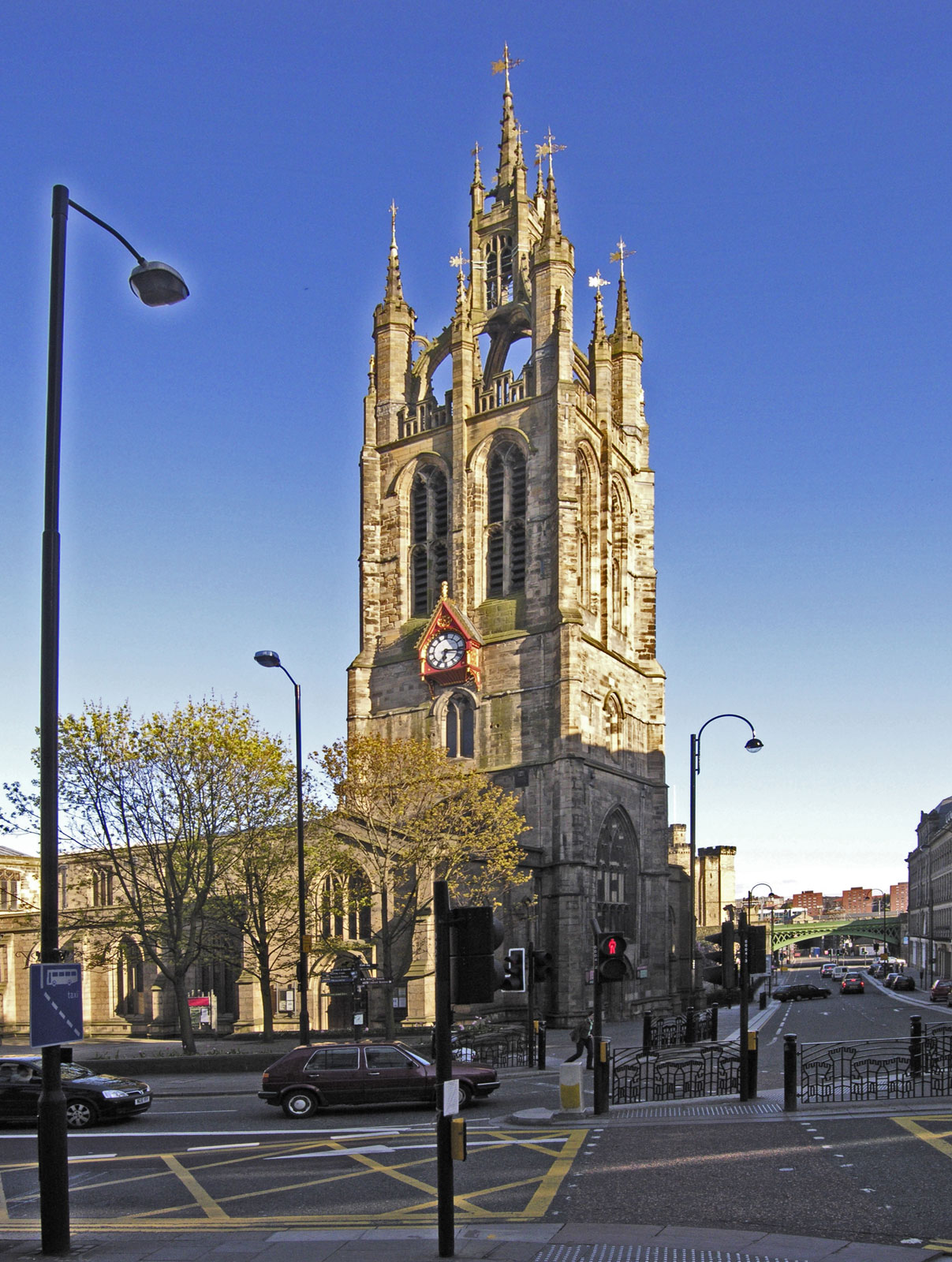
St.-Nicholas-Kathedrale
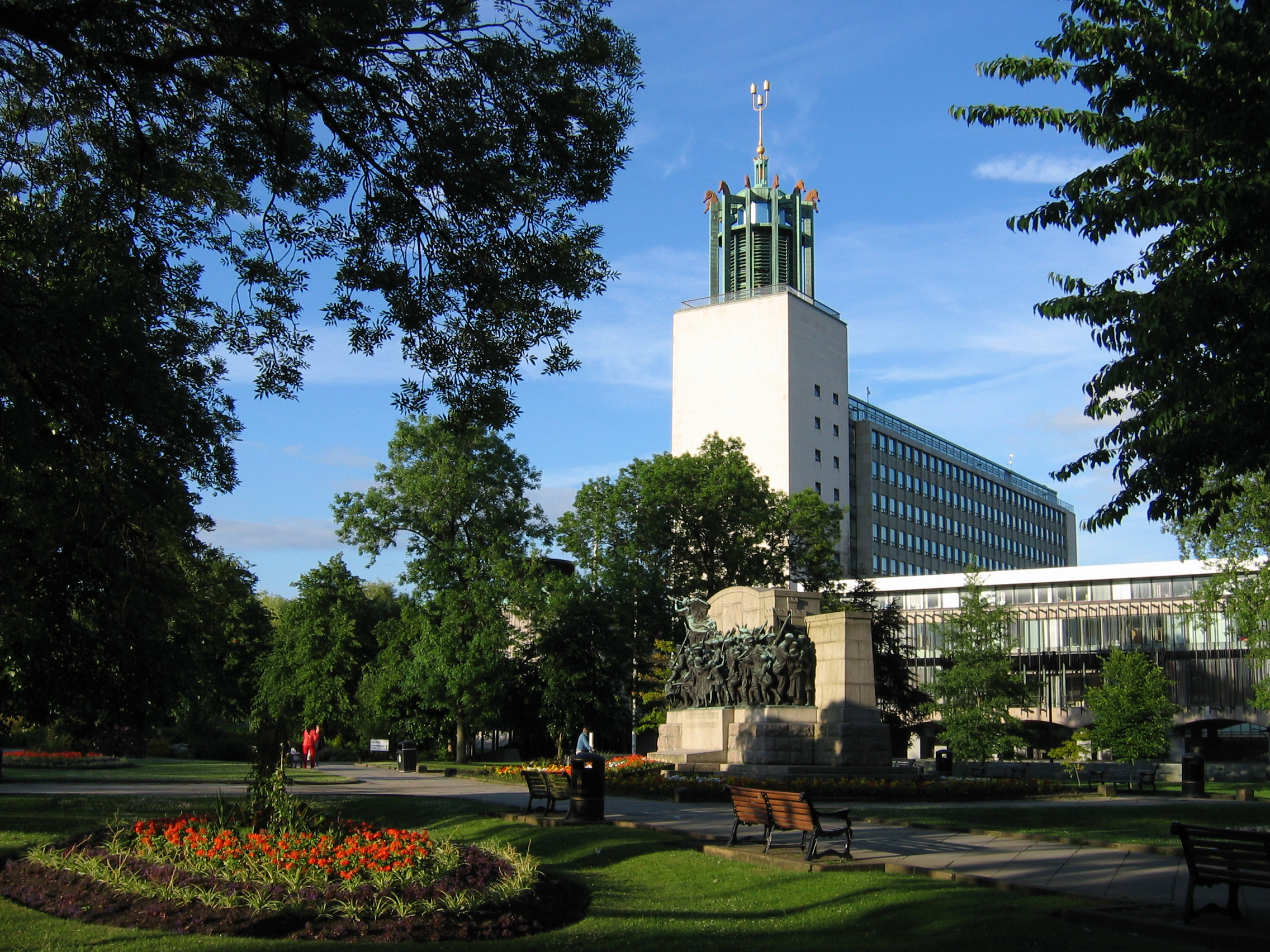
Newcastle Civic Centre
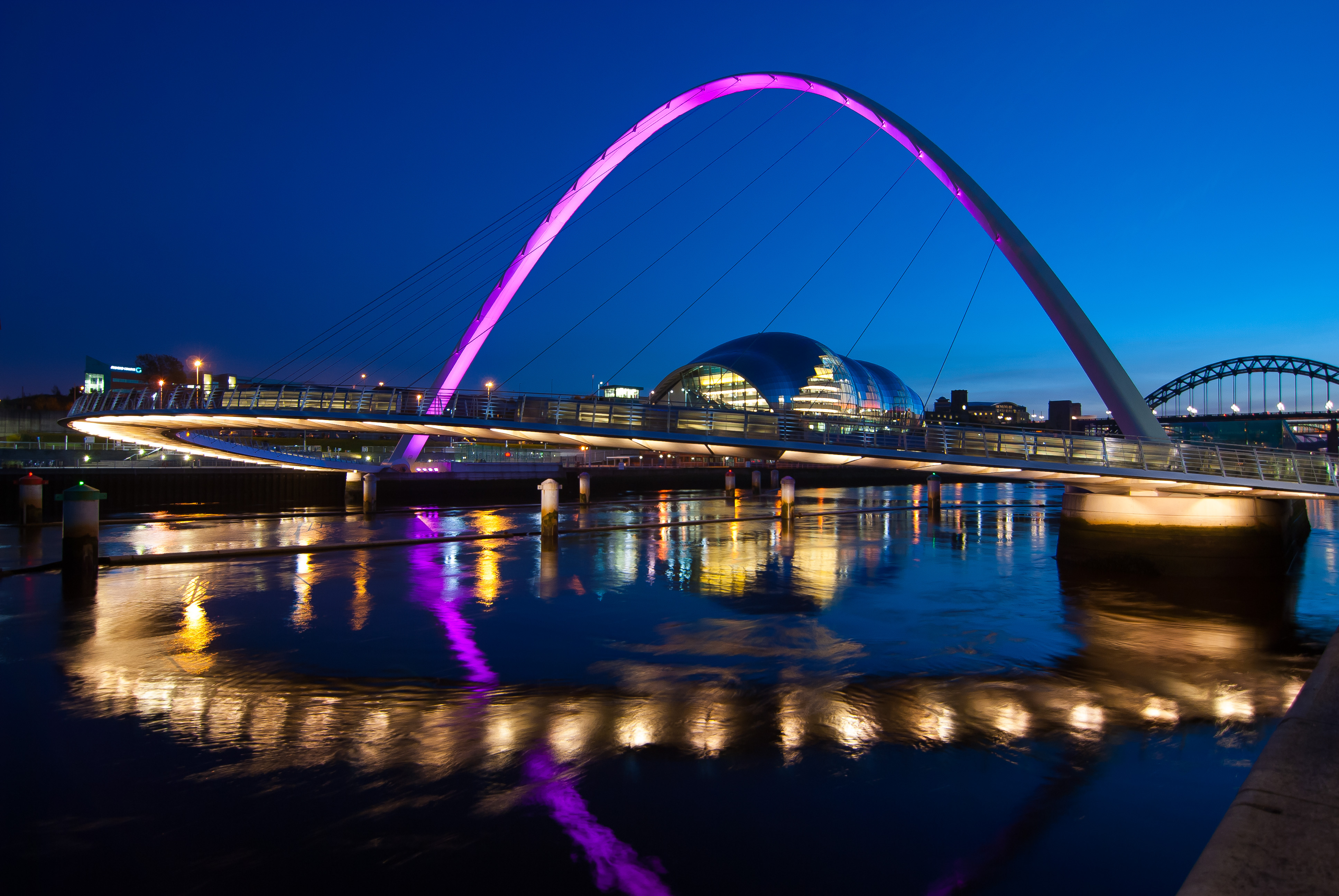
Die Millennium Bridge

### Sport

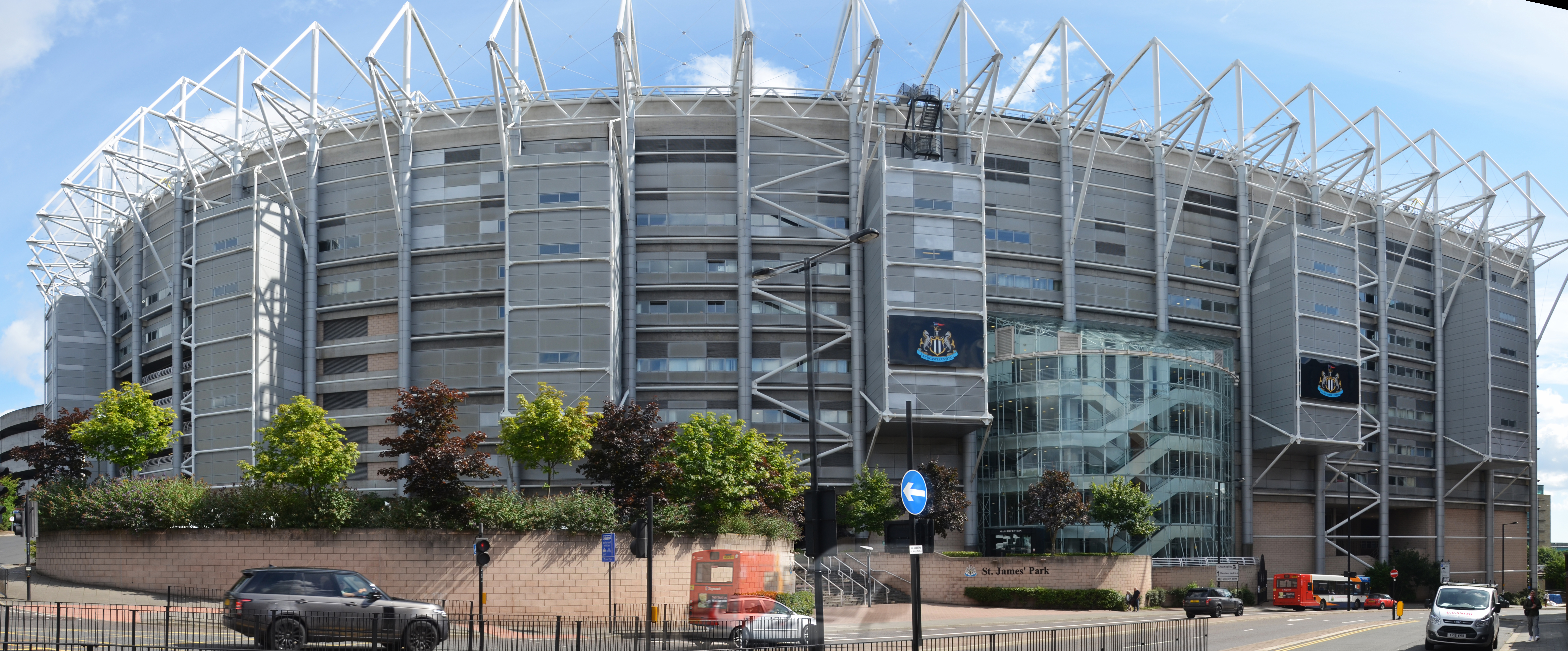
St. James’ Park

Newcastle besitzt eine Reihe zahlreicher und bekannter Sportvereine, allen voran den Fußballverein Newcastle United, der den St. James’ Park als Heimstadion nutzt. Seit seiner Gründung im Jahre 1892 gewann der Verein vier englische Meisterschaften und war sechsmal Pokalsieger. In den Jahren 1969 (Inter-Cities Fairs Cup) und 2006 (UEFA Intertoto Cup) verbuchte der Verein internationale Erfolge.
Der führende Rugbyverein sind die Newcastle Falcons, die im Kingston Park beheimatet sind. Die Newcastle Vipers (Eishockey), die Newcastle Eagles (Basketball) und die Newcastle Diamonds (Speedway) tragen ihre Wettkämpfe im Brough Park aus, in dem auch Greyhound-Rennen stattfinden. Der Newcastle Racecourse ist eine bekannte Pferderennbahn. Der Great North Run, der größte Halbmarathon der Welt, führt von Newcastle nach South Shields. In der Sports Direct Arena, die während der Olympischen Spiele 2012 als St. James’ Park firmierte, fanden sieben Vorrundenspiele sowie zwei Viertelfinalspiele der Fußballturniere der Frauen und Männer statt.
Newcastle upon Tyne war unter anderem einer der Austragungsorte bei der Rugby-Union-Weltmeisterschaft 2015.
Als wichtige Ranglistenturniere im Snooker wurden 1983 und 1984 (im Eldon Square Recreation Centre) die International Open sowie 2001 (in der Telewest Arena) die British Open ausgetragen.

## Wirtschaft und Infrastruktur

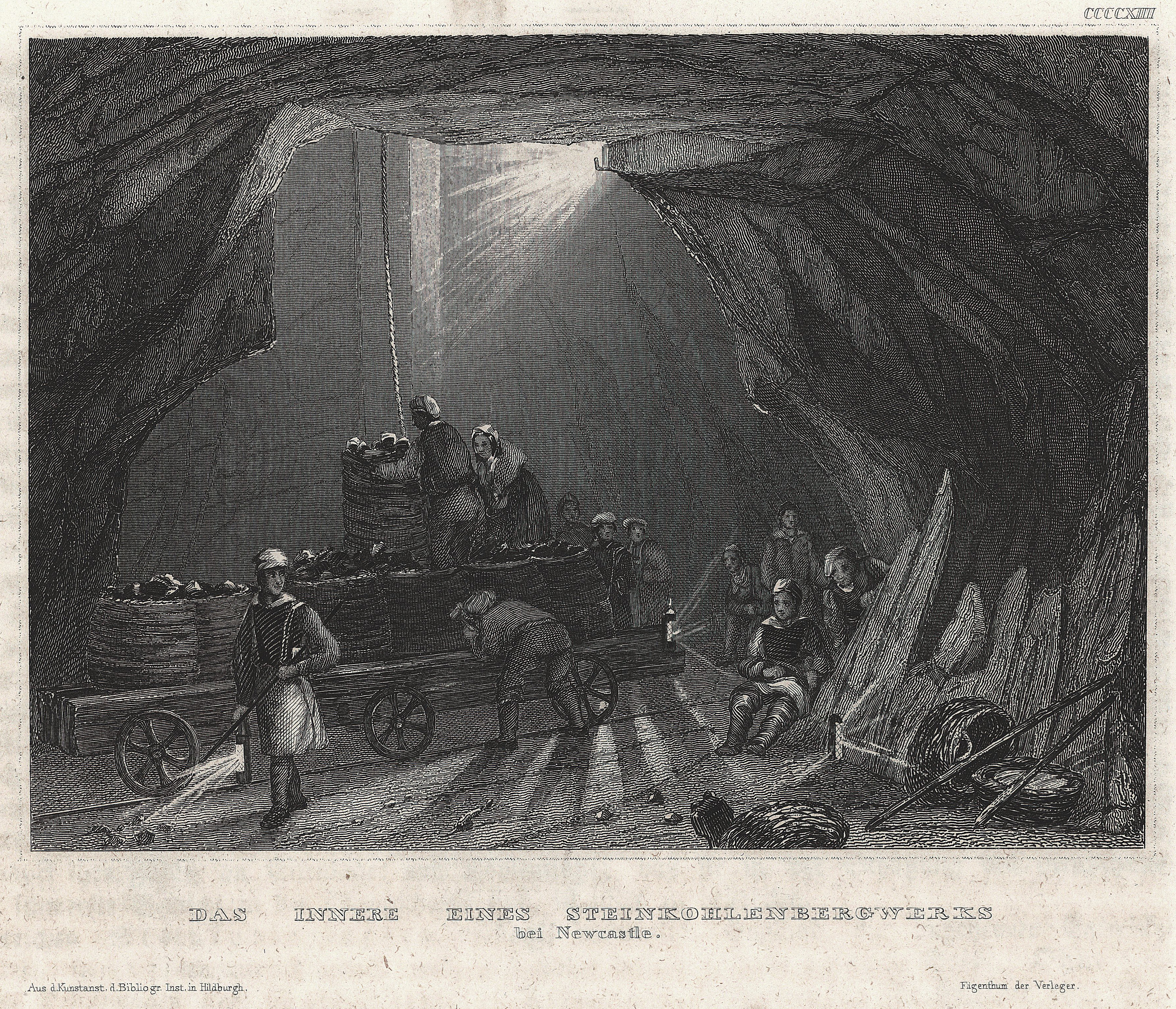
Blick in ein Kohlenbergwerk im 19. Jh.

### Wirtschaftsstruktur
Newcastle upon Tyne ist ein bedeutendes Industrie- und Transportzentrum. Zu den in der Stadt hergestellten Industriegütern zählen unter anderem Maschinen und Arzneimittel. Bis 2008 wurde hier das auch ins Ausland exportierte malzig-dunkle Bier Newcastle Brown Ale gebraut.
Seit dem Ende des 20. Jahrhunderts forciert die Stadt den Strukturwandel von einer ehemals florierenden Industrieregion (insbesondere Stahl- und Rüstungsindustrie) hin zu einer kosmopolitischen Metropole. In einigen alten Fabrikanlagen entstanden Museen und Theater.

### Bildung
Die Stadt ist Sitz der Newcastle University (Russell-Gruppe) und der aus der polytechnischen Hochschule hervorgegangenen Northumbria University.

### Verkehr

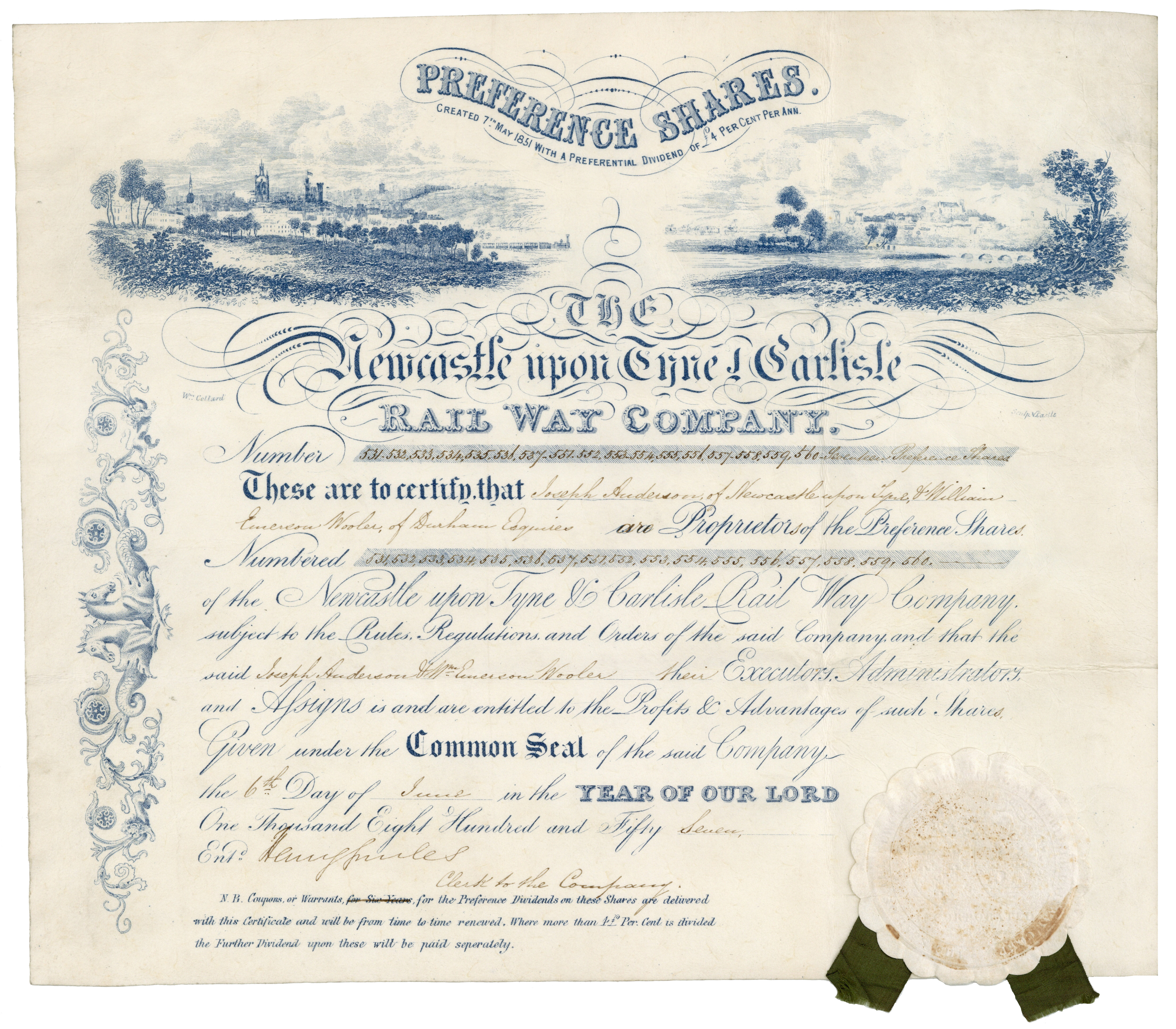
Aktie der Newcastle upon Tyne and Carlisle Railway Company über 17 Preference Shares, ausgestellt am 6. Juni 1857

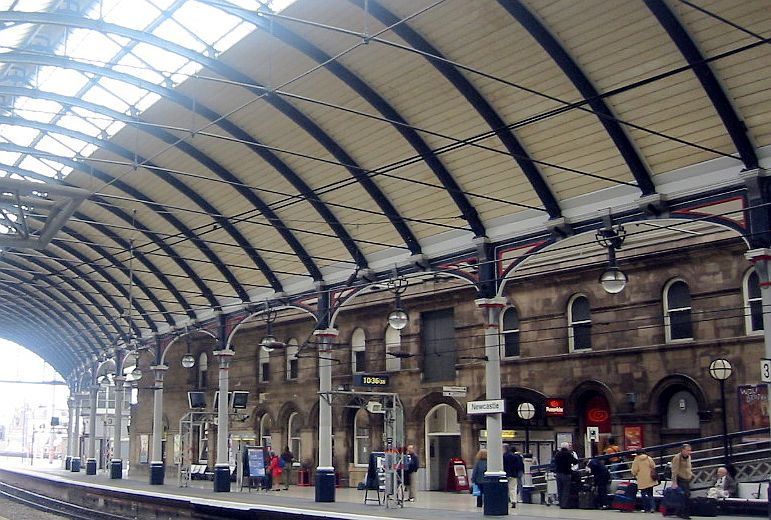
Bahnhofshalle von Newcastle Central von 1850

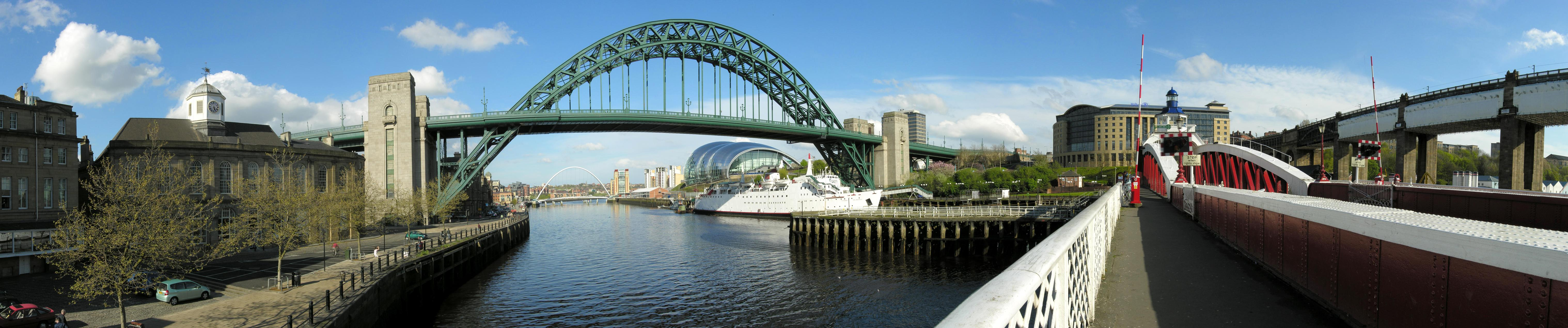
Newcastle, ein Blick über den Fluss

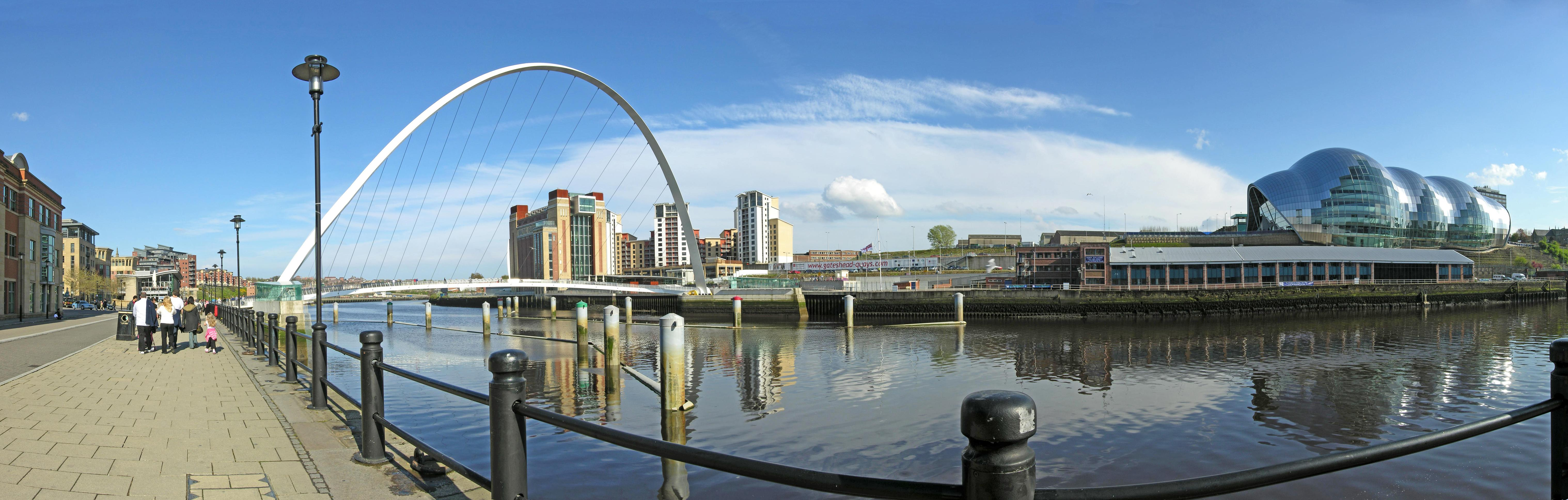
Links die Millenniumsbrücke und rechts die Konzerthalle The Sage

Am nordwestlichen Stadtrand in der Nähe von Ponteland liegt der Newcastle Airport (NCL).
Der Bahnhof Newcastle Central (Hauptbahnhof) liegt an der Eisenbahnstrecke East Coast Main Line und ist Ausgangspunkt der Newcastle and Carlisle Railway. Er wurde 1850 im Beisein von Königin Victoria eröffnet und soll der erste Großbahnhof gewesen sein, der eine komplette Bahnsteighalle erhielt. Um den Bahnhof errichten zu können, wurde die namensgebende, mittelalterliche Burg von Newcastle abgerissen.
Im Auftrag der Nahverkehrsbehörde Tyne and Wear Passenger Transport Executive übernehmen die Unternehmen Go-Ahead Group, Stagecoach Group, und Arriva den Busverkehr in der Region.
Die Tyne and Wear Metro, die in der Innenstadt als U-Bahn verkehrt und in den Außenbezirken aufgegebene Bahnstrecken nutzt, verbindet Newcastle mit den umliegenden Städten.
Die wichtigste Straße durch Newcastle ist die autobahnähnlich ausgebaute A1.
Es besteht eine Fährverbindung der Reederei DFDS Seaways in die Niederlande (IJmuiden). Außerdem fahren auf dem Fluss Tyne auch einige Schiffe.

## Partnerstädte
Newcastle listet folgende vierzehn Gemeindepartnerschaften auf:

Newcastle, 360°-Panorama

| Stadt                  | Land                | seit | Typ                         |
| ---------------------- | ------------------- | ---- | --------------------------- |
| Atlanta                | Vereinigte Staaten  | 1977 | Partnerstadt                |
| Bergen                 | Norwegen            | 1968 | Partnerstadt                |
| Durban                 | Südafrika           | 2014 | Memorandum of Understanding |
| Eastern Cape (Provinz) | Südafrika           | 2008 |                             |
| Gelsenkirchen          | Deutschland         | 1948 | Partnerstadt                |
| Groningen              | Niederlande         |      |                             |
| Haifa                  | Israel              | 1979 | Partnerstadt                |
| Hainan (Provinz)       | Volksrepublik China | 2008 |                             |
| Henan (Provinz)        | Volksrepublik China | 2008 |                             |
| Little Rock            | Vereinigte Staaten  | 2014 | Städtefreundschaft          |
| Malmö                  | Schweden            | 2003 | Special Cooperation         |
| Nancy                  | Frankreich          | 1954 | Partnerstadt                |
| Newcastle              | Australien          | 1987 | Partnerstadt                |
| Taiyuan                | Volksrepublik China | 1985 | Partnerstadt                |

## Politik

### Stadtrat
- Greens: 2
- Labour: 39
- LibDem: 22
- Cons.: 1
- Unabh.: 14
- Sonst.: 4

Unabh. = Unabhängige (11) und "Newcastle Independent (3)

## Persönlichkeiten
Der Musiker Mark Knopfler (bekannt unter anderem als Sänger und Gitarrist der Band Dire Straits) wuchs in Newcastle auf. Des Weiteren wurde hier am 2. Oktober 1951 Gordon Matthew Sumner, besser bekannt als Sting, geboren und startete hier in verschiedenen Jazz-Formationen seine Musik-Karriere. Ebenfalls von hier stammen die Musiker Hank Marvin und Bruce Welch (geboren in Bognor Regis), die mit der Band The Shadows bekannt wurden, Eric Burdon, Sänger der Animals, Brian Johnson, der Sänger der australischen Hard-Rock-Band AC/DC und Alan Hull, Songwriter und Gründungsmitglied der Band Lindisfarne.
Drei bedeutende Industrial-Bands kommen von hier: das Hafler Trio, Zoviet France und Rapoon. Außerdem wurden die Band Maximo Park und die Heavy-Metal-Band Venom in Newcastle gegründet.

## Klimatabelle
|                       | Jan   | Feb  | Mär  | Apr  | Mai  | Jun  | Jul  | Aug  | Sep  | Okt   | Nov   | Dez   |   |       |
| Mittl. Tagesmax. (°C) | 8,2   | 8,5  | 10,2 | 12,1 | 14,9 | 17,2 | 19,1 | 18,9 | 17,0 | 13,8  | 10,6  | 8,5   | ⌀ | 13,3  |
| Mittl. Tagesmin. (°C) | 2,5   | 2,3  | 3,3  | 4,2  | 6,5  | 9,2  | 11,1 | 11,0 | 9,4  | 7,1   | 4,5   | 2,9   | ⌀ | 6,2   |
|                       |       |      |      |      |      |      |      |      |      |       |       |       |   |       |
| Niederschlag (mm)     | 106,6 | 74,8 | 80,4 | 63,2 | 66,8 | 68,3 | 60,5 | 81,8 | 73,6 | 100,0 | 105,3 | 101,9 | Σ | 983,2 |
|                       |       |      |      |      |      |      |      |      |      |       |       |       |   |       |
| Regentage (d)         | 14,2  | 10,6 | 12,7 | 10,4 | 11,2 | 10,1 | 10,0 | 11,3 | 10,0 | 13,0  | 13,4  | 13,2  | Σ | 140,1 |

| 2,5 |

| 2,3 |

| 3,3 |

| 4,2 |

| 6,5 |

| 9,2 |

| 11,1 |

| 11,0 |

| 9,4 |

| 7,1 |

| 4,5 |

| 2,9 |

| 2,5 |

| 2,3 |

| 3,3 |

| 4,2 |

| 6,5 |

| 9,2 |

| 11,1 |

| 11,0 |

| 9,4 |

| 7,1 |

| 4,5 |

| 2,9 |